# Léone Boudreau-Nelson
Pour les articles homonymes, voir Boudreau et Nelson.
Léone Boudreau-Nelson, C.M., née le 9 décembre 1915 à des parents acadiens à Somerville (Massachusetts), est une phonéticienne canadienne. Elle a été professeure de phonétique française à l'Université de Moncton, où elle a fondé la Société d'art oratoire. Elle favorisait le resserrement des liens entre l'Acadie, la France et la Louisiane, a contribué activement à la Société historique acadienne et est fondatrice de l'Association France-Canada. Elle est faite membre de l'ordre du Canada en 1990. Elle meurt le 26 avril 2004.